# 義竹郷

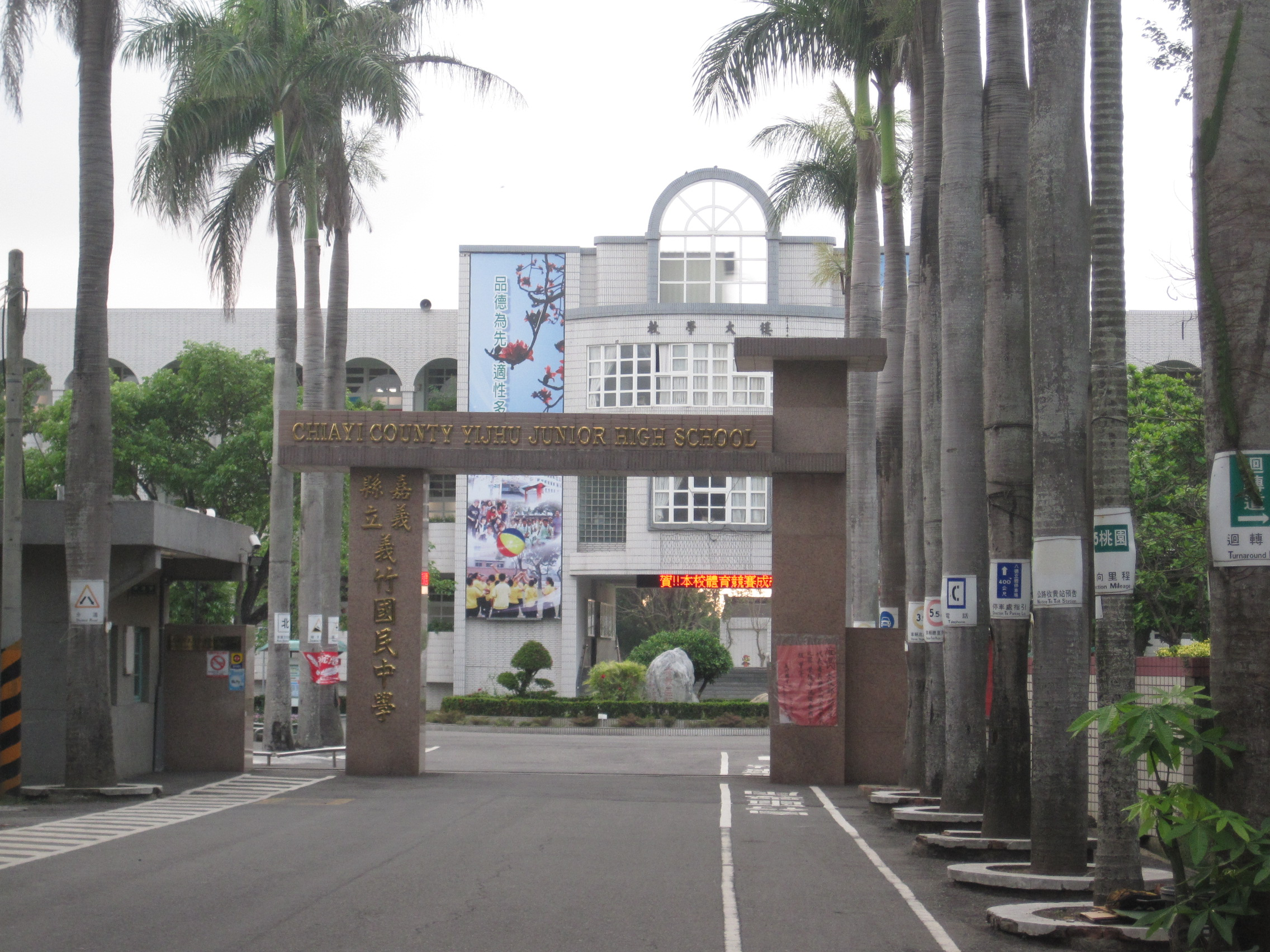
嘉義県立義竹国民中学

義竹郷（イージュー/ぎちく-きょう）は台湾嘉義県南西部に位置する郷。

## 地理
義竹郷は嘉義県南西部に位置し、北は朴子市と、東は鹿草郷と、西は布袋鎮と、南は八掌渓を隔てて台南市塩水区、学甲区、北門区と接している。嘉南平原に位置するため地勢は平坦であり、亜熱帯モンスーン気候に属している。年間平均気温は24.6℃である。嘉義市への通勤率は約7.5％。

## 歴史
義竹郷の旧称は「二竹囲庄」である。明末鄭成功が屯田を行い開発が始まり、清代には嘉義県龍蛟潭堡に属していた。福建語では「二」が「義」と同音であることから「義竹」と改められた。民間伝承には1895年、北白川宮能久親王が本郷仁里村に進駐した際、民兵により殺害され、それに対する報復として日本軍が全村を焼き払い民兵49名を殺害し、その民兵を顕彰して「義竹」と改称されたという言い伝えもある。
1920年、台湾の地方改制により「義竹庄」が設置され、台南州東石郡の管轄となり、戦後は初め台南県義竹郷とされたが、1950年に嘉義県義竹郷と改編され現在に至っている。

## 信仰
台湾基督長老教会嘉義中会
- 義竹教会
- 過路教会
- 東後寮教会

## 行政区
| 村 |
| --- |
| 渓洲村、東栄村、東光村、中平村、五厝村、龍蛟村、後鎮村、平渓村、埤前村、仁里村、伝芳村、義竹村、北華村、頭竹村、六桂村、新店村、新富村、官順村、官和村、西過村、東過村、岸脚村 |

## 歴代郷長
| 代 | 氏名 | 任期 |
| -- | ---- | ---- |

## 教育

### 国民中学
- 嘉義県立義竹国民中学

## 交通
| 種別 | 路線名称                                    | 事業者       | 郷内拠点                                                           |
| ---- | ------------------------------------------- | ------------ | ------------------------------------------------------------------ |
| 鉄道 | 布袋線                                      | 台湾糖業鉄道 | 義竹駅（廃）                                                       |
| バス | 7207 嘉義 - 塩水 (竹子脚経由)               | 嘉義客運     | 中平村、五間厝、田尾、義竹囲、義竹電力公司、活動中心、義竹、厚生橋 |
| バス | 7208 嘉義 - 塩水 (重寮経由)                 | 嘉義客運     | 中平村、五間厝、田尾、義竹囲、義竹電力公司、活動中心、義竹、厚生橋 |
| バス | 166 嘉義駅 (台湾高速鉄道) - 塩水 (重寮経由) | 阿里山客運   | 中平村、五間厝、田尾、義竹囲、義竹電力公司、活動中心、義竹、厚生橋 |
| 省道 | 台19線                                      | 公路総局     | 朴子 - 義竹 - 塩水                                                 |

## 催事
- 賽鴿笭祭

## 観光

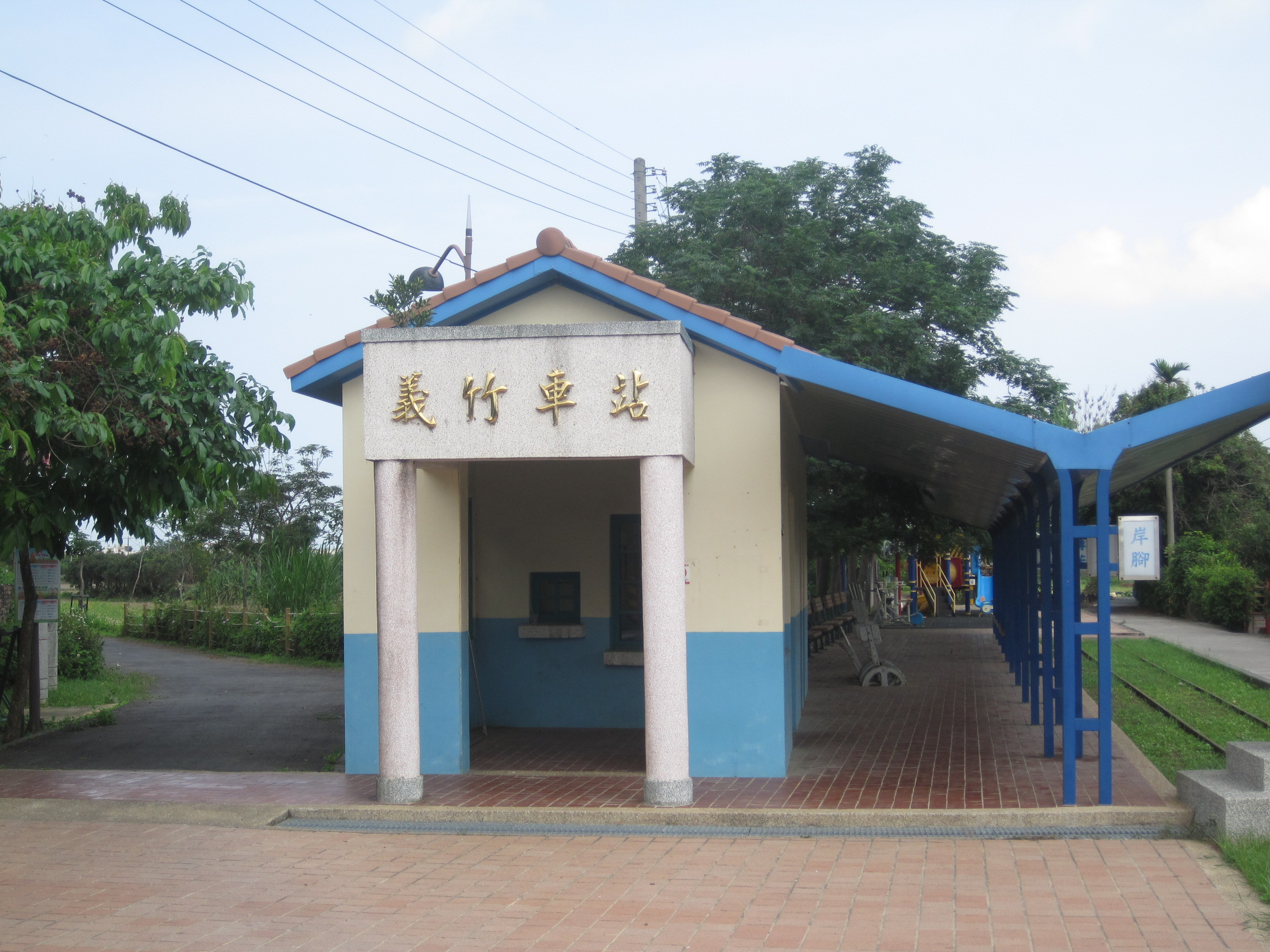
旧台湾糖業鉄道義竹駅

- 義竹親水公園
- 義竹東後寮教会
- 旧台湾糖業鉄道布袋線義竹駅
- コーン迷宮
- 翁清江古厝